# Clayes
Clayes est une commune française située dans le département d'Ille-et-Vilaine en Région Bretagne.

## Toponymie

### Attestations anciennes
Selon le Dictionnaire topographique d'Ille-et-Vilaine de l'abbé Bossard:
- Ecclesia de Cleiis en 1122,
- Ecclesia de Clees en 1158,
- Ecclesia de Cleis en 1187,
- de Claies en 1291
- de Claes en 1468

### Étymologie
Ce toponyme, selon A.Dauzat, vient du latin clita qui signifie "barrière", désignant un enclos pour les animaux. Ce mot, en fait, non attesté en latin classique, est la latinisation du mot gaulois cleta, signifiant: claie, treillis(l'origine gauloise du mot n'impliquant pas évidemment l'origine gauloise du toponyme).
La forme bretonne proposée par l'Office public de la langue bretonne est Kloued.

## Géographie
Clayes se situe en France dans la région Bretagne et dans le département d'Ille-et-Vilaine. C'est un petit village à environ 15 kilomètres de Rennes.
Clayes se trouve près des communes de Saint-Gilles, Gevezé, Romillé, Parthenay de Bretagne et Pleumeleuc.
À l'image de nombreuses communes rurales de moins de 2000 habitants, Clayes attire de nouveaux habitants urbains qui, tout en continuant à travailler en ville, s'installent à Clayes pour le confort de vie que la commune apporte. Ce mouvement s'inscrit également dans une revalorisation de l'image des villages ruraux, avec l'adhésion d'un grand nombre de Français aux valeurs écologiques.

### Communes limitrophes
| Pleumeleuc |              | Parthenay-de-Bretagne |
|            | Clayes       |                       |
|            | Saint-Gilles |                       |

### Transports
La commune est desservie par la ligne de bus 81 du réseau STAR de Rennes Métropole.

### Hydrographie
Pour un article plus général, voir Réseau hydrographique d'Ille-et-Vilaine.
La commune est située dans le bassin Loire-Bretagne. Elle est drainée par le ruisseau de Gobert,.

### Climat
Pour des articles plus généraux, voir Climat de la Bretagne et Climat d'Ille-et-Vilaine.
En 2010, le climat de la commune est de type climat océanique altéré, selon une étude du CNRS s'appuyant sur une série de données couvrant la période 1971-2000. En 2020, Météo-France publie une typologie des climats de la France métropolitaine dans laquelle la commune est exposée à un climat océanique et est dans la région climatique  Bretagne orientale et méridionale, Pays nantais, Vendée, caractérisée par une faible pluviométrie en été et une bonne insolation. Parallèlement l'observatoire de l'environnement en Bretagne publie en 2020 un zonage climatique de la région Bretagne, s'appuyant sur des données de Météo-France de 2009. La commune est, selon ce zonage, dans la zone « Intérieur Est  », avec des hivers frais, des étés chauds et des pluies modérées.  
Pour la période 1971-2000, la température annuelle moyenne est de 11,3 °C, avec une amplitude thermique annuelle de 12,7 °C. Le cumul annuel moyen de précipitations est de 702 mm, avec 12,3 jours de précipitations en janvier et 6,8 jours en juillet. Pour la période 1991-2020, la température moyenne annuelle observée sur la station météorologique la plus proche, située sur la commune du Rheu à 9 km à vol d'oiseau, est de 12,2 °C et le cumul annuel moyen de précipitations est de 720,4 mm,. Pour l'avenir, les paramètres climatiques de la commune estimés pour 2050 selon différents scénarios d'émission de gaz à effet de serre sont consultables sur un site dédié publié par Météo-France en novembre 2022.

## Urbanisme

### Typologie
Au 1er janvier 2024, Clayes est catégorisée bourg rural, selon la nouvelle grille communale de densité à sept niveaux définie par l'Insee en 2022.
Elle est située hors unité urbaine. Par ailleurs la commune fait partie de l'aire d'attraction de Rennes, dont elle est une commune de la couronne,. Cette aire, qui regroupe 183 communes, est catégorisée dans les aires de 700 000 habitants ou plus (hors Paris),.

### Occupation des sols
L'occupation des sols de la commune, telle qu'elle ressort de la base de données européenne d'occupation biophysique des sols Corine Land Cover (CLC), est marquée par l'importance des territoires agricoles (91,8 % en 2018), en diminution par rapport à 1990 (100 %). La répartition détaillée en 2018 est la suivante : 
zones agricoles hétérogènes (59,3 %), terres arables (26,6 %), zones urbanisées (8,2 %), prairies (5,9 %). L'évolution de l'occupation des sols de la commune et de ses infrastructures peut être observée sur les différentes représentations cartographiques du territoire : la carte de Cassini (XVIIIe siècle), la carte d'état-major (1820-1866) et les cartes ou photos aériennes de l'IGN pour la période actuelle (1950 à aujourd'hui).

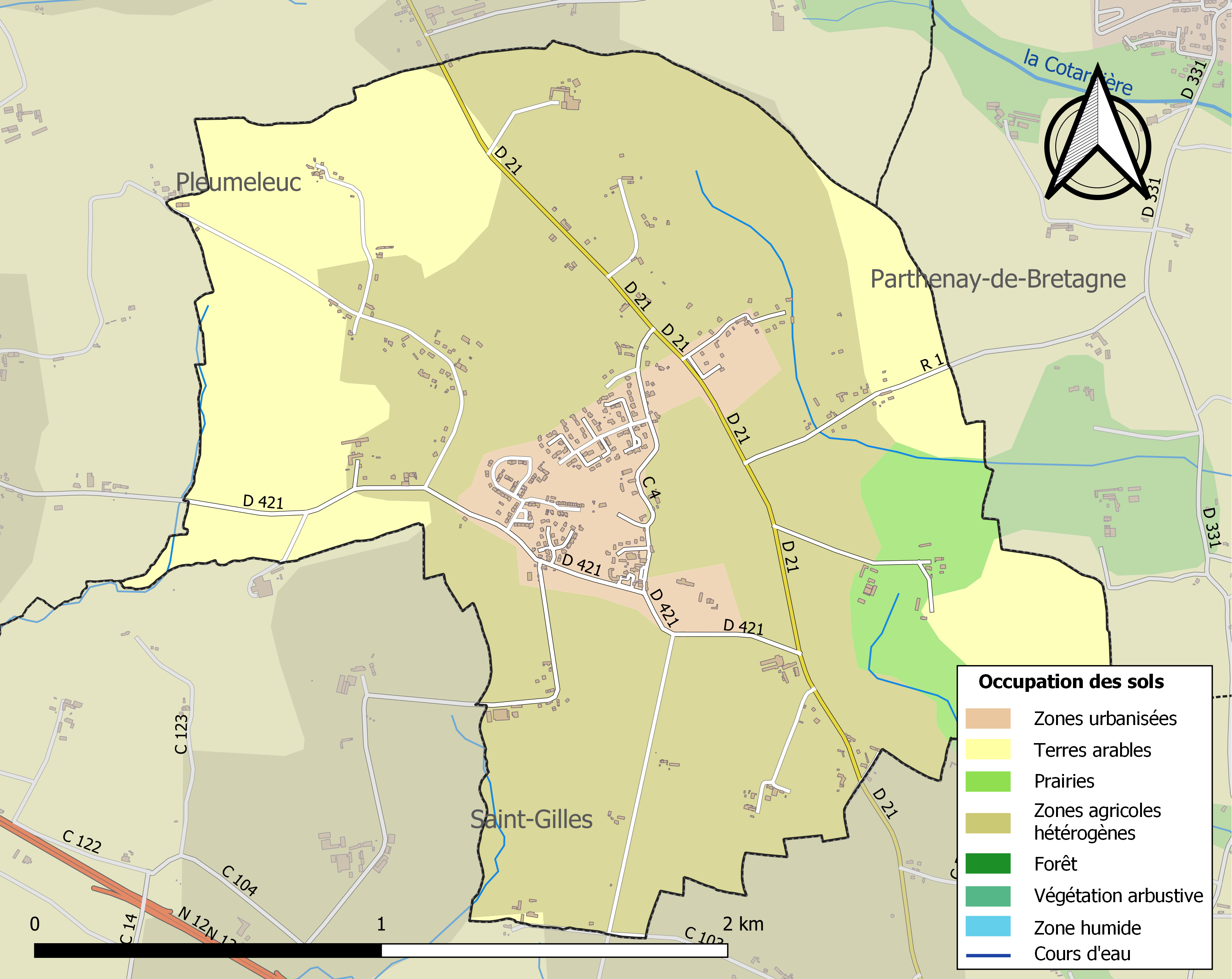
Carte des infrastructures et de l'occupation des sols de la commune en 2018 (CLC).

## Histoire
En août 2007, huit squelettes (sept adultes et un enfant) ont été retrouvés entre la voûte et la charpente de l'église par un ouvrier qui faisait partie de l'équipe de rénovation qui restaurait l'édifice religieux. Le maire − à l'époque, Jean-Claude Guinard − a envoyé les squelettes à une entreprise de spécialistes qui a "pris l'affaire en main" pour trouver de quelle époque, de quelle année ces "corps" dataient.

## Politique et administration

### Liste des maires

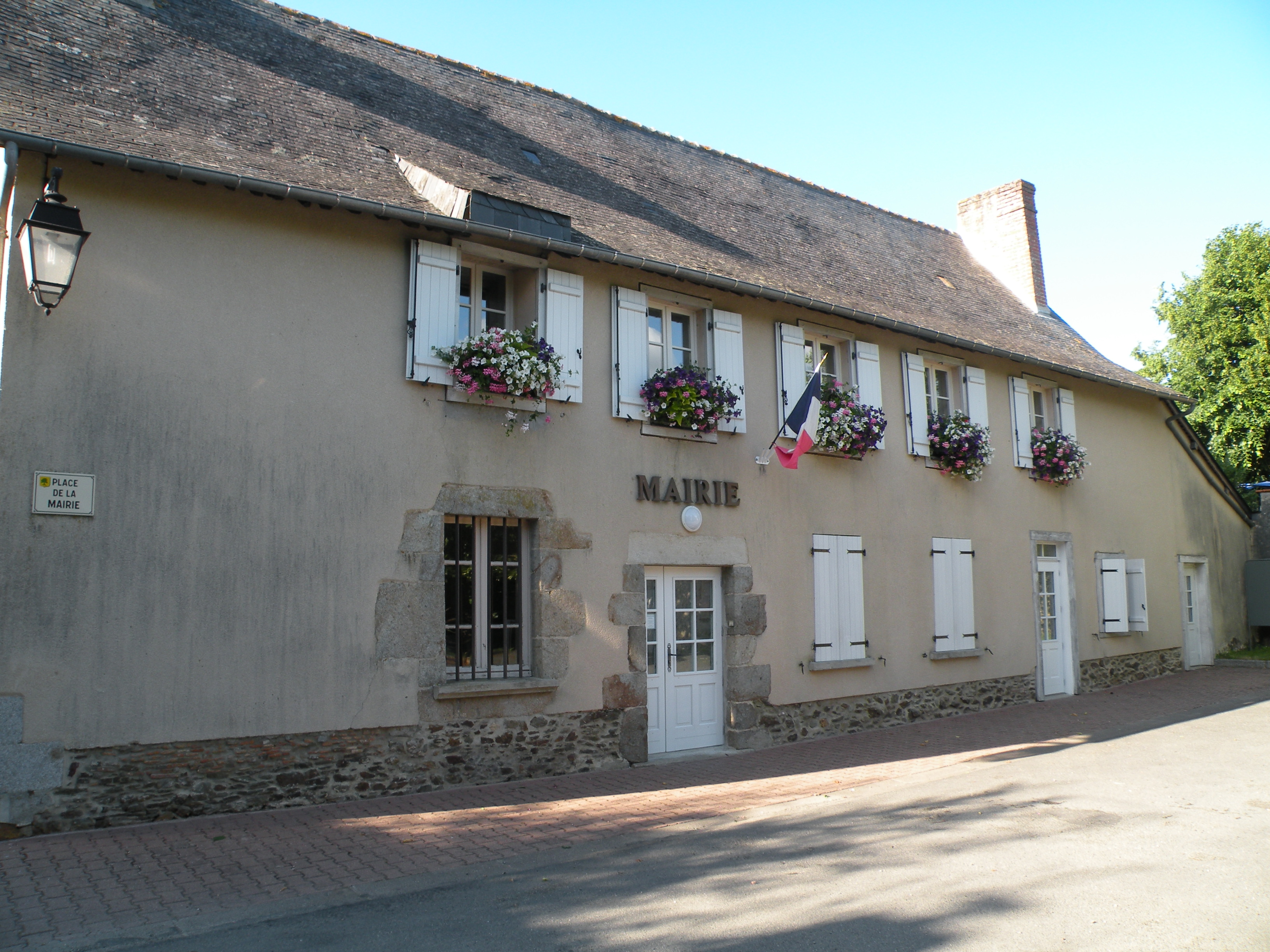
La mairie de Clayes.

| Période                                  | Période                   | Identité            | Étiquette | Qualité                                             |
| ---------------------------------------- | ------------------------- | ------------------- | --------- | --------------------------------------------------- |
| mai 1945                                 | mars 1959                 | François Hainry     |           |                                                     |
| mars 1959                                | après 1968                | Albert Louazel      |           |                                                     |
| avant 1972                               | mars 1976 (décès)         | Jean Guinard        |           | Commissaire aux comptes Officier du Mérite agricole |
| 1976                                     | juin 1995                 | André Bloutin       |           | Chef d'équipe équipement, maire honoraire           |
| juin 1995                                | mars 2008                 | Jean-Claude Guinard |           | Technicien à la ville de Rennes                     |
| mars 2008                                | mars 2014                 | Paulette Richeux    |           | Comptable                                           |
| mars 2014                                | En cours (au 25 mai 2020) | Philippe Sicot      | SE        | Employé de commerce                                 |
| Les données manquantes sont à compléter. |                           |                     |           |                                                     |

## Démographie
L'évolution du nombre d'habitants est connue à travers les recensements de la population effectués dans la commune depuis 1793. Pour les communes de moins de 10 000 habitants, une enquête de recensement portant sur toute la population est réalisée tous les cinq ans, les populations de référence des années intermédiaires étant quant à elles estimées par interpolation ou extrapolation. Pour la commune, le premier recensement exhaustif entrant dans le cadre du nouveau dispositif a été réalisé en 2005.

En 2022, la commune comptait 941 habitants, en évolution de +9,67 % par rapport à 2016 (Ille-et-Vilaine : +5,46 %, France hors Mayotte : +2,11 %).
| 1793 | 1800 | 1806 | 1821 | 1831 | 1836 | 1841 | 1846 | 1851 |
| ---- | ---- | ---- | ---- | ---- | ---- | ---- | ---- | ---- |
| 351  | 288  | 306  | 325  | 384  | 305  | 334  | 325  | 325  |

| 1856 | 1861 | 1866 | 1872 | 1876 | 1881 | 1886 | 1891 | 1896 |
| ---- | ---- | ---- | ---- | ---- | ---- | ---- | ---- | ---- |
| 322  | 313  | 319  | 285  | 308  | 284  | 320  | 331  | 311  |

| 1901 | 1906 | 1911 | 1921 | 1926 | 1931 | 1936 | 1946 | 1954 |
| ---- | ---- | ---- | ---- | ---- | ---- | ---- | ---- | ---- |
| 307  | 269  | 259  | 276  | 250  | 263  | 245  | 250  | 234  |

| 1962 | 1968 | 1975 | 1982 | 1990 | 1999 | 2005 | 2006 | 2010 |
| ---- | ---- | ---- | ---- | ---- | ---- | ---- | ---- | ---- |
| 190  | 178  | 256  | 403  | 401  | 459  | 698  | 706  | 678  |

| 2015 | 2020 | 2022 | - | - | - | - | - | - |
| ---- | ---- | ---- | - | - | - | - | - | - |
| 818  | 910  | 941  | - | - | - | - | - | - |

## Culture locale et patrimoine

### Lieux et monuments

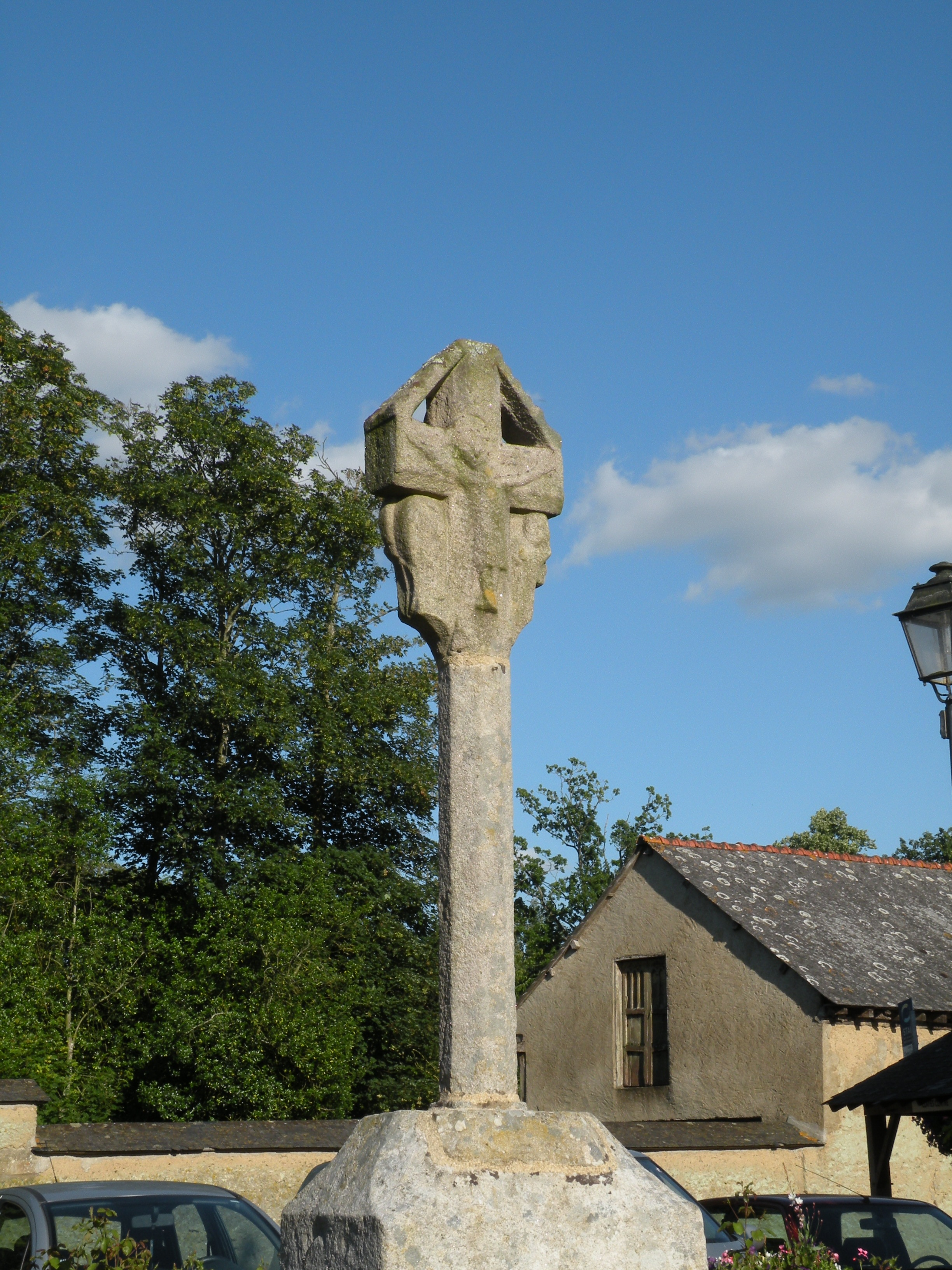
La croix de cimetière.
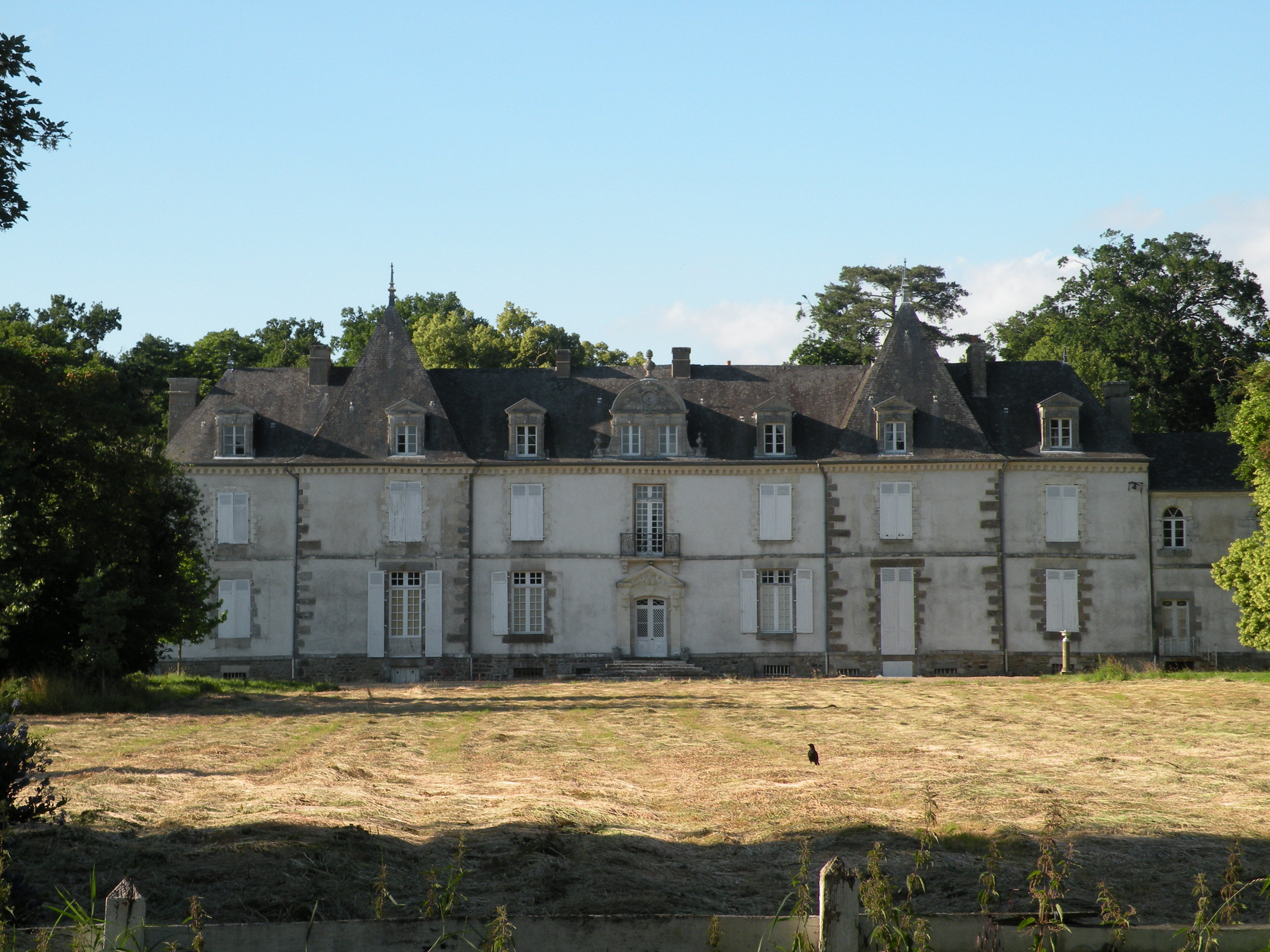
Le château de Clayes-Palys.
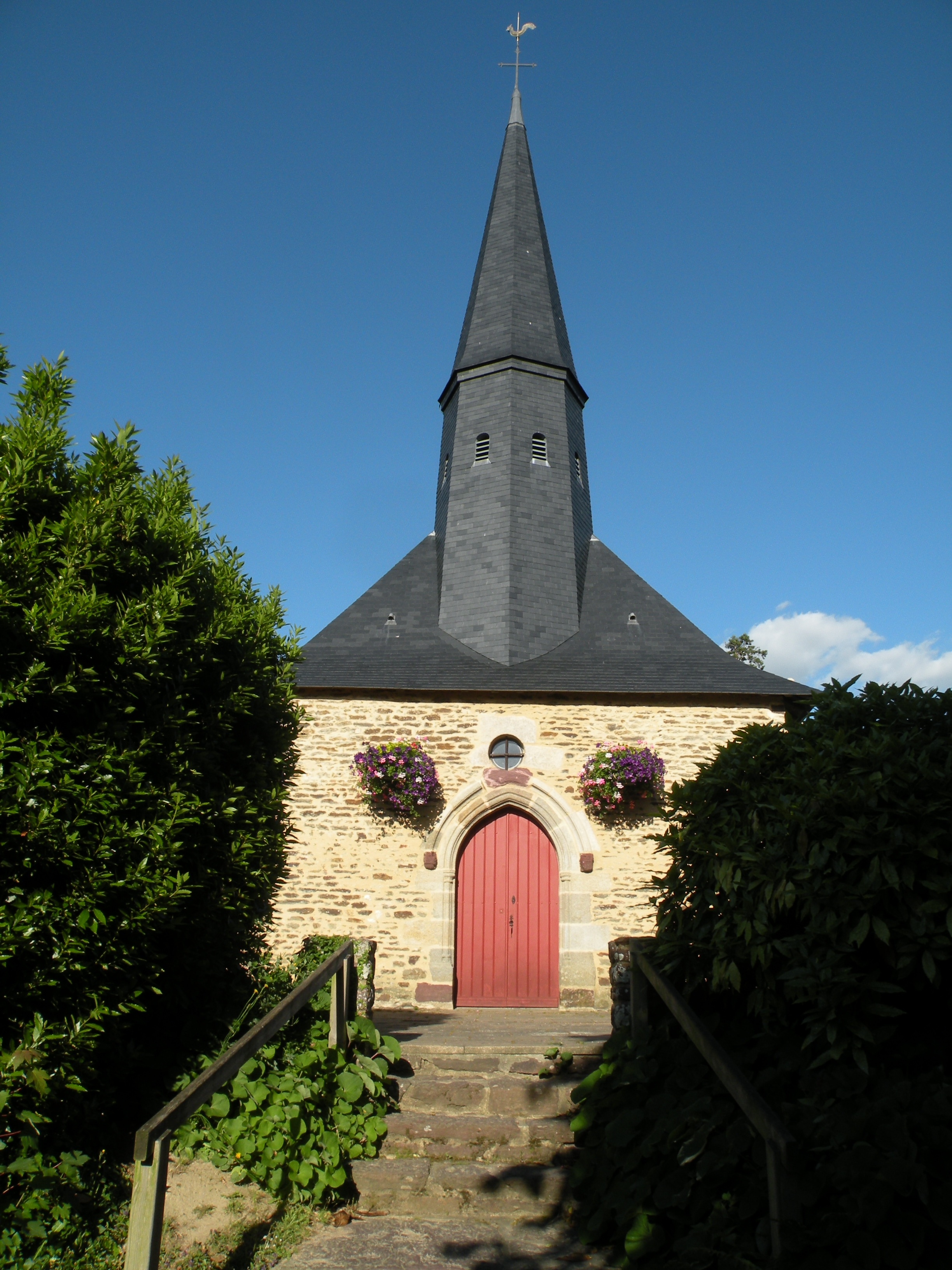
L'église Saint-Pierre.

La commune compte deux monuments historiques :
- la croix de cimetière, datant du XVe siècle, classée par arrêté du 10 mars 1907[27],
- le château de Clayes-Palys, édifié au XVIIIe siècle, inscrit par arrêté du 8 février 1965. Le site du château et son parc est de plus un site classé par arrêté du 25 novembre 1965[28].

Autres monuments :
- L'église paroissiale Saint-Pierre est de fondation ancienne, elle est mentionnée dans le cartulaire de Saint-Melaine. L'église actuelle est composée d'éléments du XVe au XIXe siècle. Elle est agrandie en 1888 par Arthur Regnault[29].

### Personnalités liées à la commune
- Armand-Octave-Marie d'Allonville, général de division et sénateur du Second Empire

### Héraldique
| Blason de Clayes | Blason  | D'or à l'arbre arraché au naturel. |
| Blason de Clayes | Détails | Adopté par la municipalité.        |